# First Automotive Works
China FAW Group (FAW, ФАВ; в переводе с англ. — «Автомобильный завод № 1») — китайская государственная автомобилестроительная компания. Старейшая китайская автомобилестроительная компания, основана в 1953 году. В списке крупнейших компаний мира Fortune Global 500 за 2022 год FAW заняла 79-е место. По объёмам производства автомобилей FAW занимает второе место в Китае после SAIC Motor, в 2021 году доля на рынке составляла 13,8 %.

## История
Созданный при содействии СССР первый в КНР завод по производству автомобилей начал работу в Чанчуне в 1953 году. Проходная завода полностью идентична проходной ЗИЛа. Персонал проходил стажировку в СССР. Вначале единственной производившейся моделью были грузовики Jiefang CA-10 (Цзефан, «освобождение») — копию советского грузовика ЗИС-150.
В 1958—1959 годах в производство был запущен Jiefang CA-30, являвшийся копией советского полноприводного трёхосного грузовика ЗИЛ-157.
В 1959 году появился правительственный лимузин Hongqi (Хунци — «Красное знамя»), выпускавшийся в небольших количествах до 1989 года.
С 1 августа 1989 года выпускался седан Audi-100, первоначально под маркой «Хунци».
Завод стал основой автомобильного кластера провинции Цзилинь. К началу 2006 года в провинции работало 22 предприятия, выпускающих автомобильную технику. В городе Чанчунь и окрестностях растет число заводов производителей комплектующих для автомобилей. Среди них: Brose, Faurecia, Siemens VDO Automotive, Thyssen Krupp Automotive, TRW, Valeo и ZF Lemförder. Автомобилестроительная промышленность доминирует в отраслевой структуре провинции Цзилинь, и на её долю приходится более 50 % экономики региона.
22 ноября 2007 года создано совместно предприятие с мексиканской компанией Grupo Elektra SAB. На заводе стоимостью $150 млн в штате Мичоакан производство автомобилей FAW началось в 2010 году. Проектная мощность завода — 100 тыс. автомобилей в год.
В августе 2009 года было создано совместное предприятие с GM. В декабре 2010 года завершилось строительство нового завода, построенного совместно с GM, в городе Чанчунь. Мощность завода может быть увеличена с 80 тыс. до 200 тыс. автомобилей в год. В мае 2011 года начал работать завод в Харбине, построенный совместно с GM. Мощность завода составляет 100 тыс. лёгких грузовиков в год.
В 2013 году в содружестве с African Investment Company и Algeria Arco Fina Group FAW открыла завод в Алжире. В том же самом году, FAW открыла завод в Северной Корее.
В 2021 году было создано совместное предприятие с американской компанией Silk EV, названное Silk-FAW. Оно планирует построить завод в Италии стоимостью около 1 млрд евро по производству спортивных электромобилей. В октябре 2022 года в Чанчуне с конвейера компании FAW-Volkswagen Automobile (совместное предприятие по производству легковых автомобилей China FAW Group и Volkswagen) сошёл 25-миллионный автомобиль.

## Деятельность

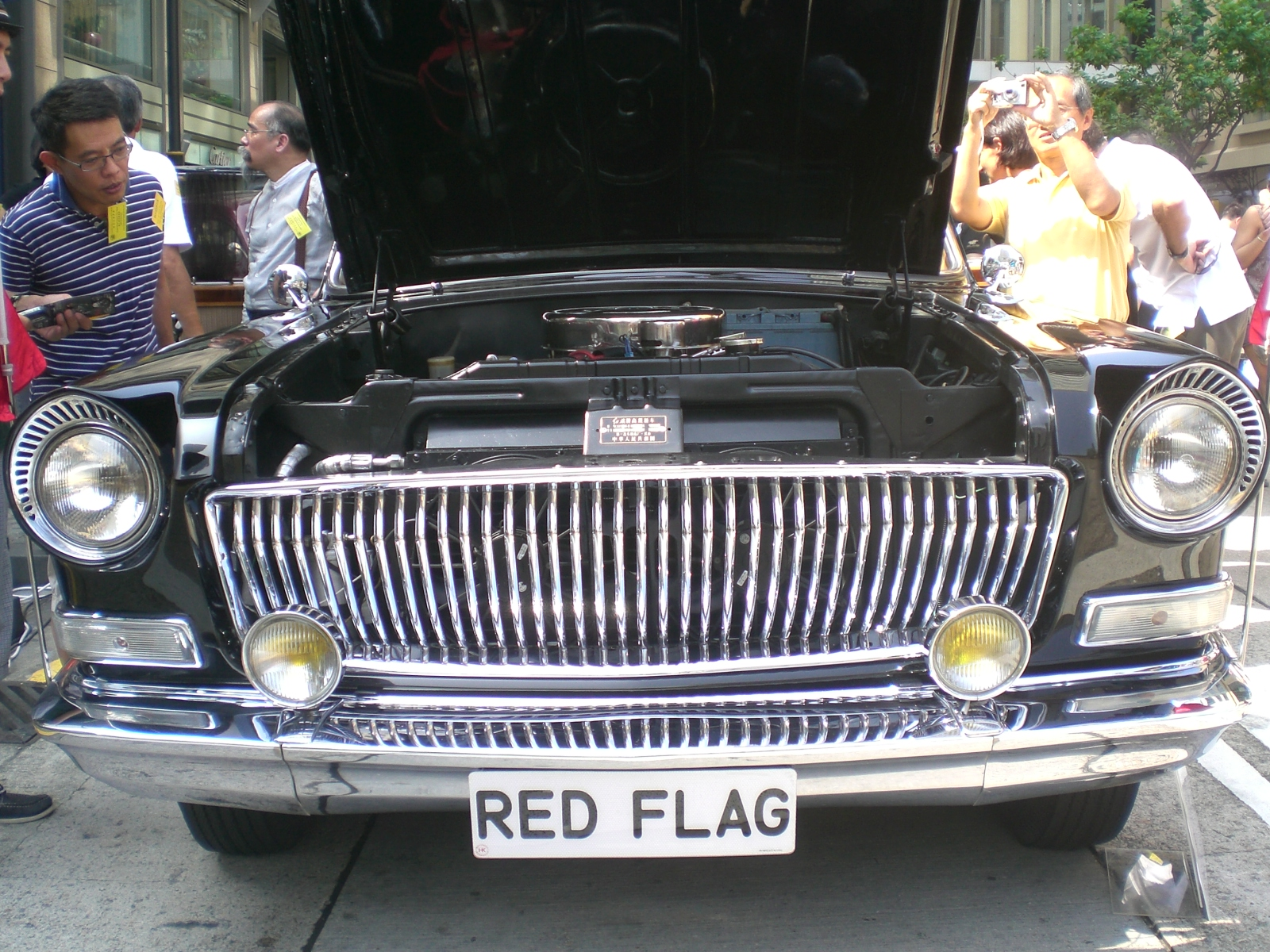
Автомобиль FAW Hongqi (Хунци — «Красное знамя») 1974 года

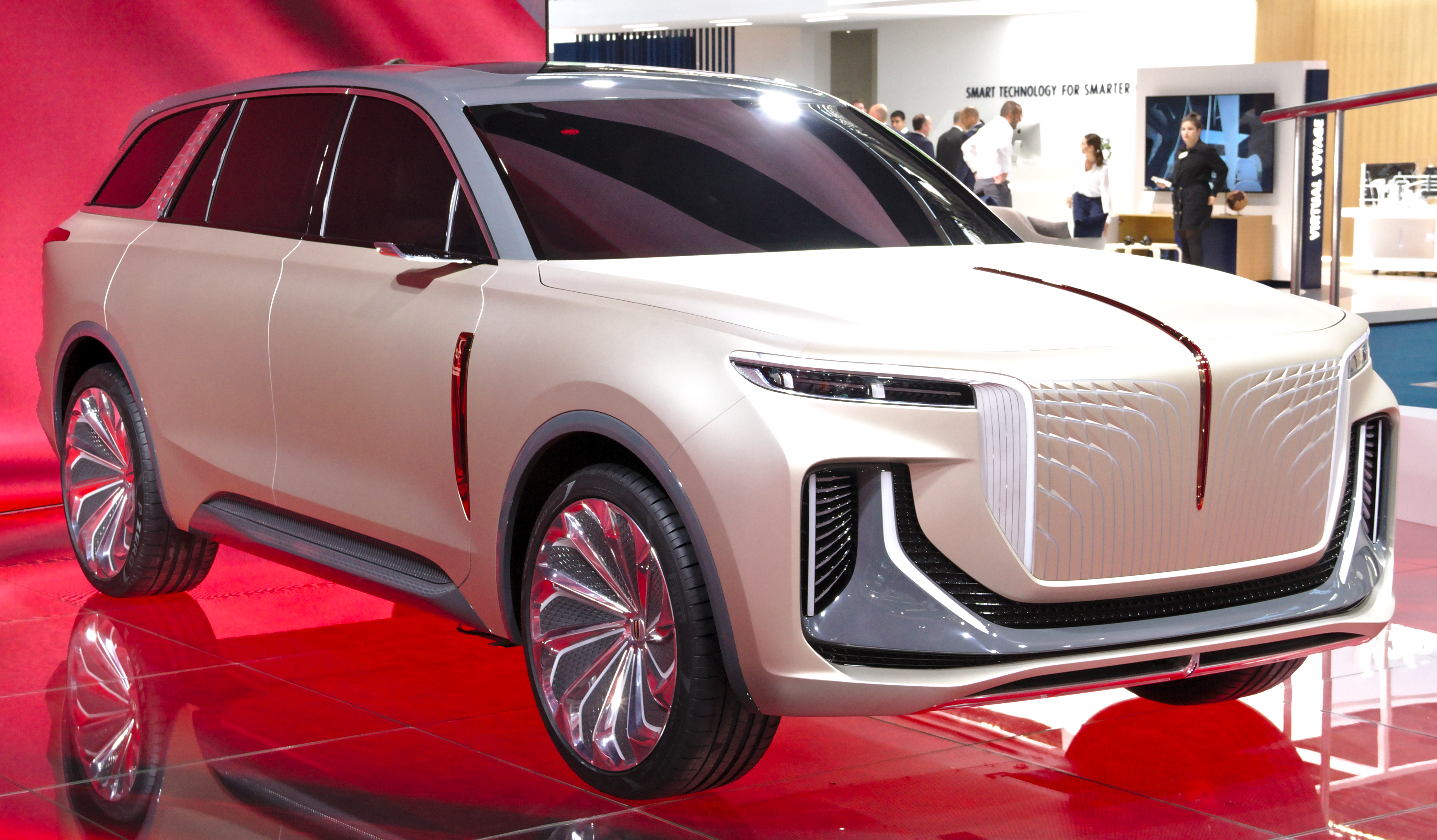
«Красное знамя» 2019 года.

В настоящее время FAW производит автомобили шести категорий, в том числе грузовики малой, средней и большой грузоподъёмности, внедорожники, легковые автомобили, автобусы, малолитражные автомобили. В 2008 году FAW продала 1,53 млн автомобилей на общую сумму 218,4 млрд юаней (около $32,1 млрд).
В 2017 году компания произвела около 3 миллионов автомобилей.
Размер активов FAW в 2007 году оценивался в 102,4 млрд юаней (около $12,4 млрд), штат сотрудников компании составлял 132,4 тыс. человек.
Группа FAW создала три крупных промышленных базы на северо-востоке Китая, полуострове Цзяодун и в провинции Шаньдун, а также технологический центр инновационных идей и разработок.
Продажи в 2021 году составили 3,50 млн автомобилей (в 2020 году продажи были рекордными для компании — 3,706 млн автомобилей). Выручка в 2021 году впервые в истории компании превысила 700 млрд юаней (110 млрд долларов).

### Структура группы FAW

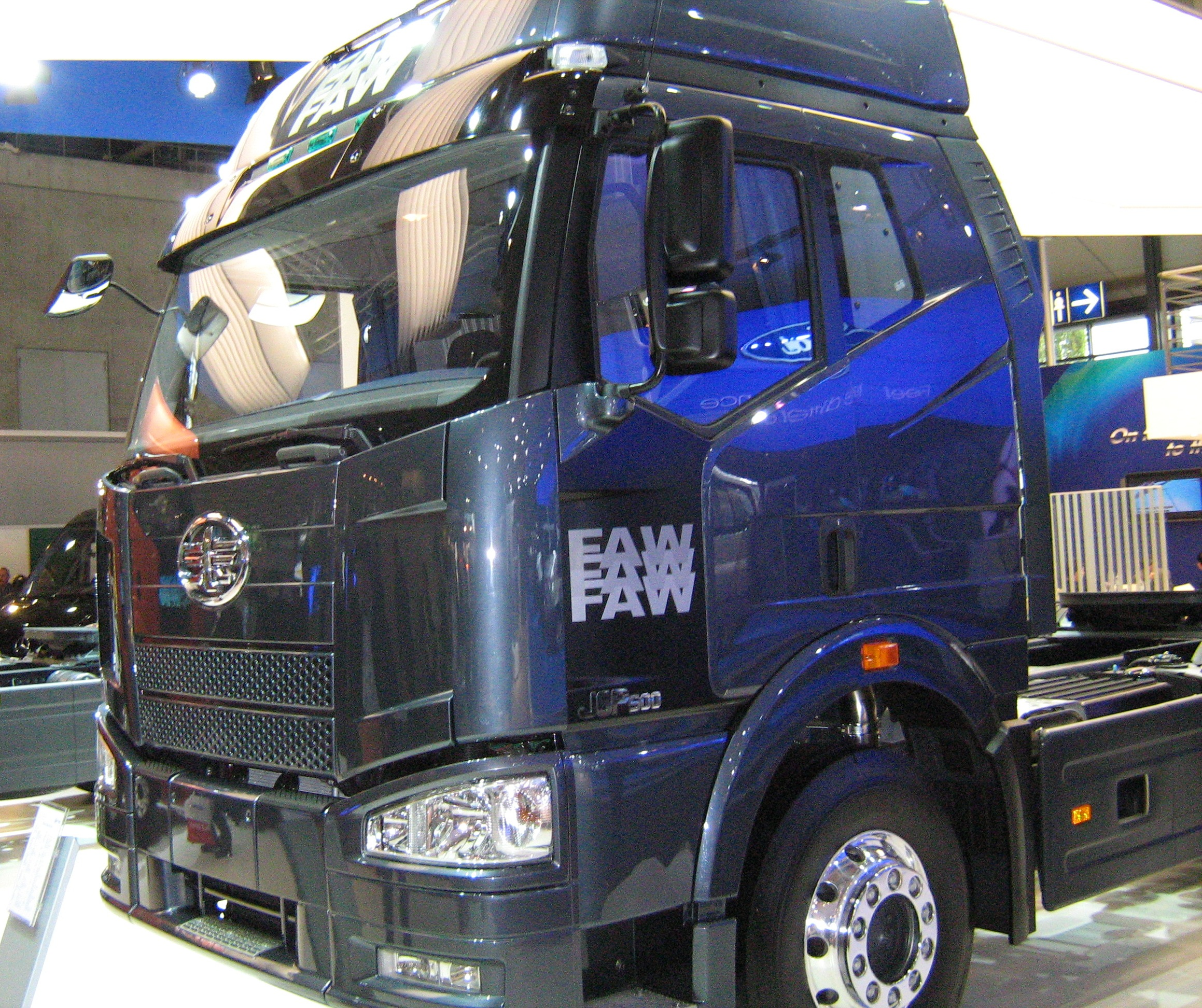
FAW LKW

FAW принадлежат 27 дочерних компаний и ещё в 20 компаниях FAW владеет контрольным пакетом акций. FAW создала совместные предприятия по производству автомобилей для китайского и мирового рынка с Volkswagen, Toyota, Ford и Mazda и др.
FAW Jiefang Group Co., Ltd. («ФАВ Цзефан груп», ранее FAW Car Co., Ltd.) — дочерняя компания, акции которой котируются на Шэньчжэньской фондовой бирже. Выпускает автомобили под брендами Besturn, Hongqi и Mazda. Выручка за 2021 год составила 98,8 млрд юаней ($15,6 млрд).
FAW-Volkswagen Automotive Co., Ltd. — совместное предприятие с Volkswagen, основанное в 1991 году. На 8 заводах в КНР выпускаются более 20 моделей автомобилей марок Audi, Volkswagen и Jetta.
С Toyota был создан целый совместных предприятий по производству и продаже автомобилей, соглашение о сотрудничестве было подписано в августе 2002 года. С 2019 года основным совместным предприятием является Tianjin FAW Toyota Motor Co., Ltd., производственные мощности находятся в Тяньцзине, Чанчуне и Чэнду.

## В России

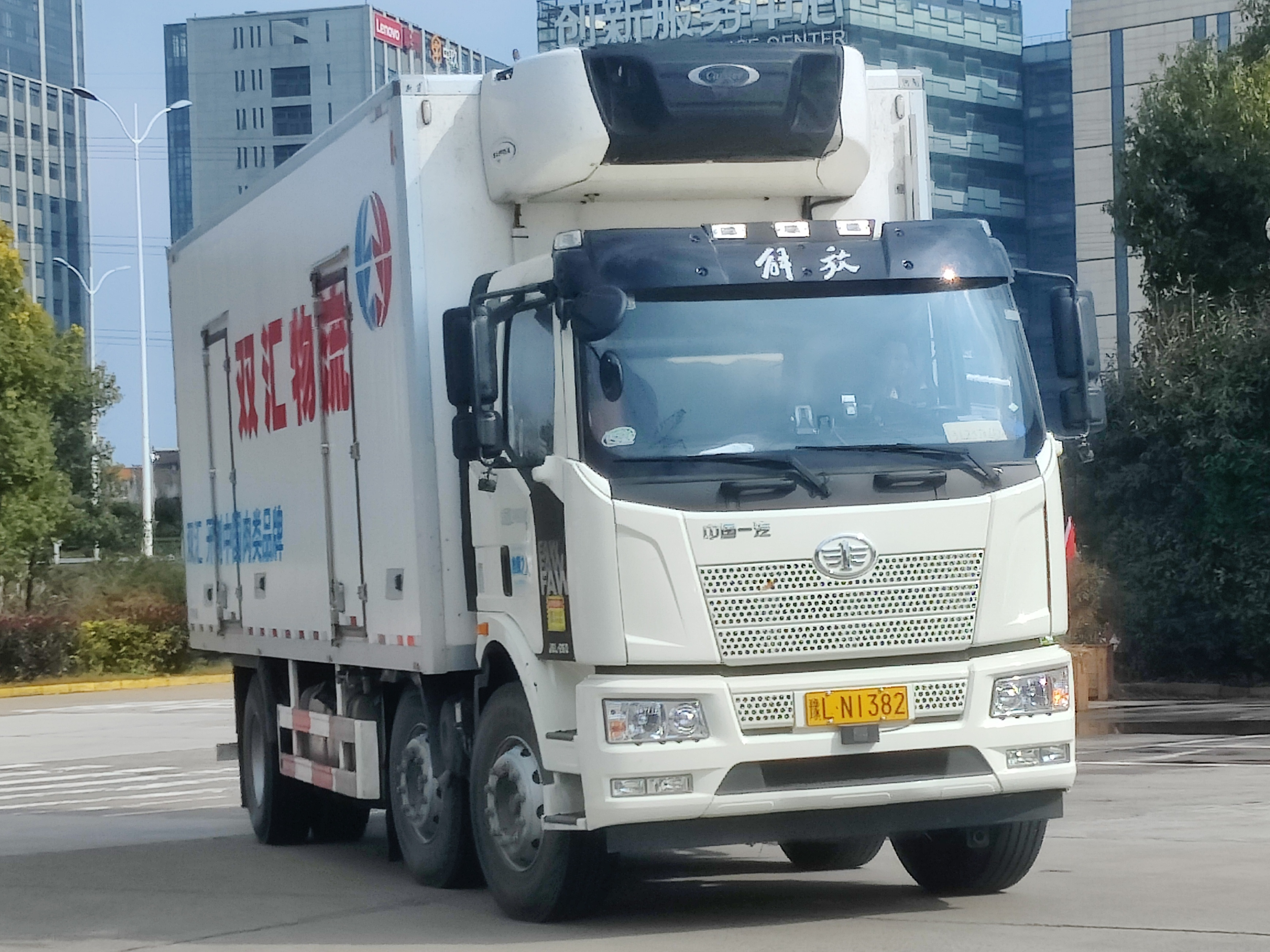
За первое полугодие 2023 года «Первый автозавод» увеличил поставки грузовиков в Россию более чем на 700 % (данные «Автостата»).

В России представительство FAW было открыто в 2007 году. Первоначально компания занималась реализацией коммерческого транспорта, однако уже в 2012 году стартовали продажи и легковых автомобилей Oley, Besturn B50.
В 2017 году стартовали продажи кроссовера Besturn X80, а в конце 2018 на рынок планируется выход нового кроссовера Х40.
По итогам 2018 года в России было продано 1417 легковых автомашин FAW, за восемь месяцев 2019 года — 750 машин, что на 23 % ниже показателя за аналогичный период прошлого года. В 2005 году в России было продано 433 лёгких грузовика FAW, что составило 4,2 % рынка иностранных автомобилей грузоподъёмностью до 3,5 т.
В городе Гжель в 2005 году[уточнить] создано совместное предприятие с российской компанией «Ирито» для сборки грузовиков. Летом 2006 года началась сборка внедорожников СА6472 и пикапа СА2020 от FAW в городе Бийске; с 2007 года здесь же ведётся сборка самосвалов — в ноябре 2007 ЗАО «Автомобили и моторы Урала» (ЗАО «АМУР», Свердловская область) начала сборку 10 и 20-тоннажных самосвалов. Грузовики выпускаются под торговой маркой «АМУР», в 2008 году планируется увеличить производство до 1000—2000 грузовиков в год. По соглашению с заводом «Алтай» и Zhongxing Automobile ранее[когда?] выполнялась сборка внедорожников «Адмирал».
В 2023 году FAW заняла четвёртое место среди брендов по продажам новых грузовиков при рекордном показателе продаж грузовиков в целом. Компания реализовала 15,8 тыс. грузовиков (в 2022 году — 4,5 тыс.), доля в общих продажах новых грузовых автомобилей 2023 года — 11 %. При этом модель FAW CA3310 стала второй по продажам после Sitrak C7H, было продано 8015 единиц.
На рынке легковых автомобилей в 2023 году бренд занял 6904 автомобиля (в 4,4 раза больше чем годом ранее), самой популярной моделью FAW стал лифтбек Bestune B70, поступивший в продажу в апреле и до конца года продано 2732 единиц, второе место занял кроссовер Bestune T77 — продано 2139 единиц, компактный кроссовер Bestune T55 вышедший на российский рынок в апреле по итогам года показал третий результат — 1085 единиц, а внедорожник Bestune T99, который поступил в продажу в июне, до конца года нашел 943 покупателей. Кроме того летом 2023 года была выпущена пилотная партия в 170 единиц модели LADA X-Cross 5 — ребейджинга модели Bestune T77, планировавшейся к запуску как модель АВТОВАЗа, но проект был отменён.

## Продукция

### Автобусы
В структуру First Automotive Works входит компания FAW Bus and Coach, на своих двух заводах выпускающая междугородные и туристические модели автобусов с собственными шасси и двигателями (мощностью от 150 до 241 л. с.). Автобусы предлагаются в различных вариантах длины: 8,6 м, 10,4 м, 11,4 м, с количеством сидений от 26 до 51.
- FAW DK 61011 — междугородный, длина 11,4 метра, 48 мест для сидения.
- FAW CA 6860 — междугородный, длина 8,6 метров, мест для сидения от 26 до 34. Масса 10 тонн, двигатель 6-литровый (190 л. с.).

### Гибридные автомобили
Совместное предприятие Sichuan FAW Toyota Motor в декабре 2005 году начало производство Toyota Prius. На первом этапе планировалось продавать 3 тыс. штук в год. Prius в Китае продаётся по цене $40 тыс., что почти в 2 раза дороже, чем в США.
FAW приобрёл у Toyota mild hybrid лицензию. На этой технологии FAW разработал седан Hongqi. FAW начала производство гибридных автобусов Jiefang с параллельной гибридной системой по технологии компании Enova осенью 2005 года; Jiefang потребляет топлива на 38 % меньше обычного автобуса, выхлопы сокращаются на 30 %, на автобусе установлены никель-металл-гидридные аккумуляторы.
FAW планировал произвести 1000 гибридных автобусов к 2010 году для Олимпиады 2008 года в Пекине и Expo 2010 в Шанхае.

### Бренды

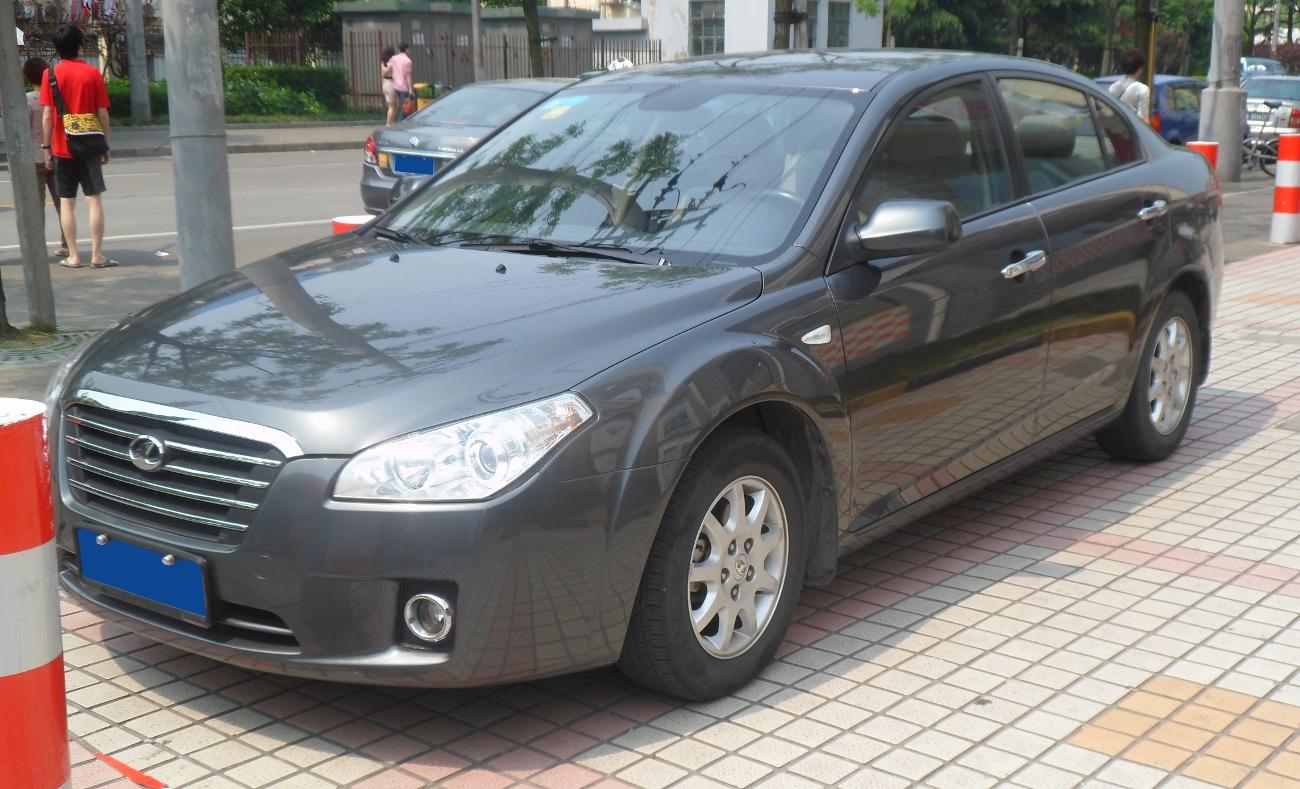
FAW Besturn B50

FAW выпускает автомобили под собственными брендами:
- Xiali
- Hongqi
- Jiaxing
- Bestune